# 이세계 귀환 용사가 현대최강!
이세계 귀환 용사가 현대최강!(영문명: The Hero Who Returned Remains the Strongest in the Modern World, 원제: 異世界帰りの勇者が現代最強! 異能バトル系美少女をビシバシ調教することに!?)은 일본의 웹소설 원작이다. 작가는 시라이시 아라타(白石 新)이다. 라이트 노벨과 만화가 출판 되었으며, 라이트 노벨판은 일러스트 작화는 타카야Ki(たかやKi) 이고, 만화판 작화는 사메다 코반(さめだ小判)이다.